# 烏德里茨克
烏德里茨克是烏克蘭的村落，位於該國西北部羅夫諾州，由薩爾內區負責管轄，始建於1629年，面積0.78平方公里，海拔高度137米，2001年人口918，人口密度每平方公里1,176.9人。